# Мій секрет (телесеріал, 2022)
«Мій секрет» (ісп. Mi secreto) — мексиканська теленовела, створена продюсером Карлосом Морено для компанії Televisa. Він заснований на мексиканській теленовелі 1974 року «Прийшов зловмисник», створеній Марісою Гаррідо. У головних ролях Макарена Гарсія, Дієго Кляйн, Ісидора Вівес, Андрес Байда, Каріме Лозано і Артуро Пеніше. Виходив на телеканалі Las Estrellas з 12 вересня 2022 року по 24 лютого 2023 року.

## Сюжет
Валерія змушена назвати особу своєї найкращої подруги Наталії, яку вона вважає мертвою, щоб уникнути потрапляння у в'язницю за злочин, якого вона не робила. Ознайомившись із новою реальністю, Валерія постійно страждає від страху бути викритою родиною Наталії, поліцією, але головним чином Матео, чоловіком, якого вона кохає і який не підозрює, що вона самозванка.

## У ролях
- Дієго Кляйн — Матео Міранда
  - Ніколас Вільяграна — дитина Матео
- Макарена Гарсія — Валерія Берналь
  - Ана Паула Качуа — дитина Валерія
- Каріме Лозано — Даніела Естрада
- Артуро Пеніше — Ернесто Ласкурайн
- Ісидора Вівес — Наталія Угарте Монкада
  - Валентина Гальяно — дитина Наталія
- Андрес Байда — Родріго Карвахаль
  - Родріго Варгас — дитина Родріго
- Клаудія Рамірес — Федра Еспіноса
  - Лізі Мартінес — молода Федра
- Фернандо Чангеротті — Альфонсо Угарте
  - Куно Беккер — молодий Альфонсо
- Альма Дельфіна — Елена Мендоса
  - Еванджеліна Соса — юна Олена
- Луїс Феліпе Товар — Іларіо Міранда
  - Алехандро Валенсія — молодий Іларіо
- Ванесса Бош — Карміта Ріверо де Карвахаль
  - Шерон Гейтан — юна Карміта
- Луїс Фернандо Пенья — Хоакін Карвахаль
- Ерік дель Кастільйо — отець Давид
- Кріс Паскаль — Габіно Окампо
- Ана Паула Мартінес — Констанца Карвахаль
- Даніела Мартінес — Мелісса Рібероль
- Лаура Віньятті — Інес Гусман
- Маурісіо Абуларах — Бермудес
- Лало Паласіос — Луїс Агірре Мендоса
  - Хорхе Аланіс — підліток Луїс
- Адріан Ескалона — Лало Карвахаль
  - Ікер Валлін — дитина Лало
- Росіо Рейна — Фабіола Карвахаль
  - Козетта — дитина Фабіоли
- Сусана Хіменес — Софія
- Руй Гайтан — Хуліан
- Рамсес Алеман — Ікер Каррера

## Сезони
| Сезон | Епізоди | Епізоди | Оригінальний показ | Оригінальний показ | Оригінальний показ |
| Сезон | Епізоди | Епізоди | Перший показ       | Останній показ     | Мережа             |
| ----- | ------- | ------- | ------------------ | ------------------ | ------------------ |
| 1     | 120     | 120     | 12 вересня 2022    | 24 лютого 2023     | Las Estrellas      |

## Аудиторія
| Країна трансляції | Сезон | Розклад       | Серії | Перший ефір       | Перший ефір | Останній ефір    | Останній ефір | Середній бал |
| Країна трансляції | Сезон | Розклад       | Серії | Дата              | Дата        | Дата             | Дата          | Середній бал |
| ----------------- | ----- | ------------- | ----- | ----------------- | ----------- | ---------------- | ------------- | ------------ |
| Мексика           | 1     | 16:30 — 17:15 | 120   | 12 вересня 2023 р | 2,5         | 24 лютого 2023 р | 3,3           | 2,6          |

## Версії
| Рік  | Країна  | Українська назва   | Оригінальна назва      | Кількість | Кількість | В головних ролях                                                   | Компанія | Канал         |
| Рік  | Країна  | Українська назва   | Оригінальна назва      | сезонів   | серій     | В головних ролях                                                   | Компанія | Канал         |
| ---- | ------- | ------------------ | ---------------------- | --------- | --------- | ------------------------------------------------------------------ | -------- | ------------- |
| 1974 | Мексика | Прийшов зловмисник | Ha llegado una intrusa | 1         | 194       | Жаклін Андере, Хоакін Кордеро, Сільвія Паскель, Вірхінія Гутьєррес | Televisa | Las Estrellas |